# Sambo
Sambo (rusă самбо) este un stil de arte marțiale originar din Rusia asemănătoare cu Judo și este dezvoltată din mai multe arte marțiale. Cuvântul "SAMBO"este un acronim pentru SAMozashchita Bez Oruzhiya, care se traduce prin "autoapărare fără arme".
Sambo este o formă relativ tânără, dar destul de populară și intens în dezvoltare a sporturilor de luptă. Baza arsenalului tehnic Sambo este complexul celor mai eficiente metode de apărare și atac, selectate dintre diferite tipuri de arte marțiale și lupta națională a multor națiuni ale lumii. Numărul tehnicilor din arsenalul Sambo este în continuă creștere, pe măsură ce acest tip de arte marțiale se dezvoltă.
Filozofia Sambo nu este doar o formă de arte marțiale și un sistem de combatere a inamicului fără a folosi arme, ci și un sistem educațional care promovează dezvoltarea calităților morale și volitive.
Sambo include cele mai eficiente tehnici și tactici ale diferitelor tipuri de arte marțiale și lupte populare.

## Reguli sambo
În competițiile Sambo sunt prezentate în tabel șapte grupe de vârste.
| Grup                      | Vârstă          |
| ------------------------- | --------------- |
| Adolescenți mai tineri    | 11—12 ani       |
| Adolescenți mai în vârstă | 13—14 ani       |
| Cadeți                    | 15—16 ani       |
| Adolescenți               | 17—18 ani       |
| Juniori                   | 19—20 ani       |
| Juniori                   | 21-23 ani       |
| Adulți                    | 18 ani și peste |

Sambo oferă diviziuni pe categorii de greutate în funcție de vârstă și sex. În sportul sambo, este permisă utilizarea aruncărilor, a restricțiilor și a trucurilor dureroase pe brațe și picioare. În Sambo, aruncările pot fi efectuate cu ajutorul brațelor, picioarelor și torsului. În Sambo, punctele sunt acordate pentru aruncări și deduceri. O aruncare este o tehnică prin care un sambist ia adversarul în afara echilibrului și îl aruncă pe covor pe orice parte a corpului sau a genunchilor. Un luptător sambo poate câștiga înainte de timp dacă face ca adversarul aruncat pe spate, rămâne într-un stand, deține o lovitură dureroasă, scor 8 (din 2015, înainte de care a fost de 12 puncte.
- 8 puncte sunt acordate pentru aruncarea unui adversar pe spate fără ca atacatorul să cadă.

4 puncte sunt acordate:
- pentru aruncarea unui adversar pe spate, cu căderea atacatorului;
- pentru aruncarea adversarului pe partea lui fără ca atacatorul să cadă;
- pentru o perioadă de 20 de secunde.

2 puncte sunt acordate:
- pentru aruncarea adversarului pe partea laterală cu căderea atacatorului;
- pentru aruncarea pe piept, umăr, burtă, pelvis, fără căderea atacatorului;
- pentru o durată mai mare de 10, dar mai mică de 20 de secunde.

1 punct este acordat:
- pentru aruncarea unui adversar pe piept, umăr, burtă, pelvis cu căderea atacatorului.

O lovitură dureroasă este o acțiune tehnică într-o luptă predispusă, forțând adversarul să se predea. În Sambo este permisă efectuarea de pârghii, noduri, ciupirea articulațiilor și a mușchilor pe mâinile și picioarele unui adversar. Timpul de luptă este de 3-5 minute de timp pur.

### Formă
Regulile moderne includ următorul costum pentru participant: jachete speciale de culoare roșie sau albastră (sambovka), o curea scurtă și pantaloni scurți, precum și pantofi speciali (luptători). În plus, participanții beneficiază de un bandaj de protecție pentru a proteja buza (coajă topită sau nemetalică), iar pentru participante - un sutien și un costum de baie închis.
Jachete și curele pentru sambo sunt fabricate din țesatură de bumbac. 
Șorturile sunt realizate din tricot, din lână, tricot sau lână, ar trebui să fie de aceeași culoare și să acopere o treime a piciorului. Sunt excluse clemele, buzunarele și alte elemente decorative rigide. Atletul, care a fost anunțat primul, ar trebui să ia un colț roșu și să poarte o uniformă de culoarea potrivită.